# Diocesi di Gallup
La diocesi di Gallup (in latino Dioecesis Gallupiensis) è una sede della Chiesa cattolica negli Stati Uniti d'America suffraganea dell'arcidiocesi di Santa Fe. Nel 2021 contava 66.370 battezzati su 529.960 abitanti. È retta dal vescovo James Sean Wall.

## Territorio
La diocesi comprende le contee di San Juan, McKinley, Cibola e Catron nel Nuovo Messico e le contee di Navajo e Apache in Arizona.
Sede vescovile è la città di Gallup, dove si trova la cattedrale del Sacro Cuore di Gesù (Sacred Heart).
Il territorio si estende su 143.648 km² ed è suddiviso in 52 parrocchie.

## Storia
La diocesi è stata eretta il 16 dicembre 1939 con la bolla Ad bonum animarum di papa Pio XII, ricavandone il territorio dall'arcidiocesi di Santa Fe e dalla diocesi di Tucson.
Il 28 giugno 1969 ha ceduto le contee di Mohave, Yavapai e Coconino (esclusa la Navajo Indian Reservation) a vantaggio dell'erezione della diocesi di Phoenix.

## Cronotassi dei vescovi
Si omettono i periodi di sede vacante non superiori ai 2 anni o non storicamente accertati.
- Bernard Theodore Espelage, O.F.M. † (20 luglio 1940 - 25 agosto 1969 dimesso[1])
- Jerome Joseph Hastrich † (25 agosto 1969 - 31 marzo 1990 ritirato)
- Donald Edmond Pelotte, S.S.S. † (31 marzo 1990 succeduto - 30 aprile 2008 dimesso)[2]
- James Sean Wall, dal 5 febbraio 2009

## Statistiche
La diocesi nel 2021 su una popolazione di 529.960 persone contava 66.370 battezzati, corrispondenti al 12,5% del totale.
| anno | popolazione | popolazione | popolazione | presbiteri | presbiteri | presbiteri | presbiteri                | diaconi | religiosi | religiosi | parrocchie |
| anno | battezzati  | totale      | %           | numero     | secolari   | regolari   | battezzati per presbitero | diaconi | uomini    | donne     | parrocchie |
| ---- | ----------- | ----------- | ----------- | ---------- | ---------- | ---------- | ------------------------- | ------- | --------- | --------- | ---------- |
| 1950 | 40.606      | 145.000     | 28,0        | 60         | 12         | 48         | 676                       |         | 54        | 144       | 25         |
| 1966 | 75.975      | 200.000     | 38,0        | 81         | 28         | 53         | 937                       |         | 54        | 154       | 19         |
| 1968 | 80.763      | 293.687     | 27,5        | 92         | 26         | 66         | 877                       |         | 82        | 150       | 53         |
| 1976 | 42.794      | 240.000     | 17,8        | 91         | 33         | 58         | 470                       | 4       | 88        | 180       | 54         |
| 1980 | 48.099      | 323.028     | 14,9        | 39         | 30         | 9          | 1.233                     | 7       | 85        | 163       | 56         |
| 1990 | 37.403      | 367.025     | 10,2        | 86         | 53         | 33         | 434                       | 23      | 45        | 188       | 60         |
| 1999 | 44.480      | 379.555     | 11,7        | 91         | 64         | 27         | 488                       | 33      | 13        | 141       | 58         |
| 2000 | 54.258      | 379.555     | 14,3        | 60         | 35         | 25         | 904                       | 23      | 37        | 151       | 58         |
| 2001 | 54.306      | 379.555     | 14,3        | 65         | 41         | 24         | 835                       | 26      | 34        | 139       | 56         |
| 2002 | 55.274      | 430.000     | 12,9        | 62         | 40         | 22         | 891                       | 27      | 32        | 127       | 56         |
| 2003 | 53.745      | 477.000     | 11,3        | 58         | 33         | 25         | 926                       | 32      | 35        | 127       | 54         |
| 2004 | 55.700      | 422.117     | 13,2        | 60         | 34         | 26         | 928                       | 14      | 38        | 139       | 53         |
| 2006 | 60.000      | 470.000     | 12,8        | 55         | 32         | 23         | 1.090                     | 33      | 36        | 124       | 56         |
| 2013 | 63.800      | 509.800     | 12,5        | 53         | 34         | 19         | 1.203                     | 25      | 27        | 90        | 52         |
| 2016 | 64.250      | 513.397     | 12,5        | 46         | 28         | 18         | 1.396                     | 25      | 26        | 77        | 52         |
| 2019 | 65.700      | 524.600     | 12,5        | 39         | 28         | 11         | 1.684                     | 22      | 20        | 61        | 52         |
| 2021 | 66.370      | 529.960     | 12,5        | 34         | 30         | 4          | 1.952                     | 28      | 10        | 66        | 52         |